# Hailey (Idaho)
Hailey è un comune (city) e capoluogo di contea della Contea di Blaine, Idaho, Stati Uniti d'America.

## Geografia fisica
Hailey si trova nella parte centrale dell'Idaho, nella Wood River Valley, che a sua volta è parte della Sun Valley. La popolazione è di 6.200 abitanti al censimento del 2000; secondo lo United States Census Bureau, la superficie di Hailey è di 8,2 km², con una densità di popolazione di 756 ab/km². La città si trova a 1.621 metri s.l.m..

## Storia
Hailey prende il suo nome da John Hailey, 2 volte delegato al Congresso americano in rappresentanza dell'Idaho; dal 1882 al 1895 la città è stata il capoluogo di contea della Contea di Alturas, che ormai non esiste più.